# Laragne-Montéglin
Laragne-Montéglin é uma comuna francesa na região administrativa da Provença-Alpes-Costa Azul, no departamento de Altos-Alpes. Estende-se por uma área de 23,51 km². Em 2010 a comuna tinha 3 588 habitantes (densidade: 152,6 hab./km²).